# قائمة وزراء التعليم (الجزائر)

## وزراء التربية في الجزائر منذ الاستقلال
| الترتيب | الصورة | بداية          | نهاية          | الوزير ميلاد-وفاة السن عند تولي المنصب                           | الحكومة |
| ------- | ------ | -------------- | -------------- | ---------------------------------------------------------------- | --- |
| 1       |        | 27 سبتمبر 1962 | 18 سبتمبر 1963 | عبد الرحمن بن حميدة (1931- 2010) (السن عند تولي المنصب: 31 سنةً)  | حكومة بن بلة الأولى |
| 2       |        | 2 ديسمبر 1964  | 10 يوليو 1965  | شريف بلقاسم (1930- 2009) (السن عند تولي المنصب: 34 سنةً)          | حكومة بن بلة الثالثة حكومة بومدين الأولى |
| 3       |        | 10 يوليو 1965  | 21 يوليو 1970  | أحمد طالب الإبراهيمي (1932- ) (السن عند تولي المنصب: 33 سنةً)     | حكومة بومدين الثانية |
| 4       |        | 21 يوليو 1970  | 23 أبريل 1977  | عبد الكريم بن حمود                                               | حكومة بومدين الثالثة |
| 5       |        | 23 أبريل 1977. | 8 مارس 1979    | مصطفى الأشرف (1917- 2007) (السن عند تولي المنصب: 60 سنةً)         | حكومة بومدين الرابعة |
| 6       |        | 8 مارس 1979    | 18 فبراير 1986 | محمد الشريف خروبي                                                | حكومة عبد الغاني الأولى حكومة عبد الغاني الثانية حكومة عبد الغاني الثالثة حكومة الإبراهيمي الأولى                                                                                           |
| 7       |        | 18 فبراير 1986 | 17 نوفمبر 1987 | زهور ونيسي (1937- ) (السن عند تولي المنصب: 49 سنةً)               | حكومة الإبراهيمي الثانية |
| 8       |        | 17 نوفمبر 1987 | 9 نوفمبر 1988  | مصطفى بن عمار                                                    | حكومة الإبراهيمي الثانية |
| 9       |        | 9 نوفمبر 1988  | 9 سبتمبر 1989  | سليمان الشيخ                                                     | حكومة مرباح |
| 10      |        | 9 سبتمبر 1989  | 25 يوليو 1990  | محمد الميلي براهيمي (1929 - 2016) (السن عند تولي المنصب: 60 سنةً) | حكومة حمروش الأولى |
| 11      |        | 25 يوليو 1990  | 19 يوليو 1992  | علي بن محمد                                                      | حكومة حمروش الثانية حكومة غزالي الأولى حكومة غزالي الثانية حكومة غزالي الثالثة |
| 12      |        | 8 يوليو 1992   | 11 أبريل 1994  | أحمد جبار (1941 - ) (السن عند تولي المنصب: 51 سنةً)               | حكومة عبد السلام حكومة مالك |
| 13      |        | 15 أبريل 1994  | 31 ديسمبر 1995 | عمار صخري                                                        | حكومة سيفي الأولى حكومة سيفي الثانية |
| 14      |        | 31 ديسمبر 1995 | 10 يونيو 1997  | سليمان الشيخ                                                     | حكومة أويحيى الأولى |
| 15      |        | 24 جوان 1997   | 4 يونيو 2002   | أبو بكر بن بوزيد (1954 - ) (السن عند تولي المنصب: 43 سنةً)        | حكومة أويحيى الثانية حكومة حمداني حكومة بن بيتور حكومة بن فليس الأولى حكومة بن فليس الثانية                                                                                                 |
| 16      |        | 4 يونيو 2002   | 9 ماي 2003     | نور الدين صالح                                                   | حكومة بن فليس الثالثة |
| 15      |        | 9 ماي 2003     | 3 سبتمبر 2012  | أبو بكر بن بوزيد (1954 - ) (السن عند تولي المنصب: 49 سنةً)        | حكومة أويحيى الثالثة حكومة أويحيى الرابعة حكومة أويحيى الخامسة حكومة بلخادم الأولى حكومة بلخادم الثانية حكومة أويحيى السادسة حكومة أويحيى السابعة حكومة أويحيى الثامنة حكومة أويحيى التاسعة |
| 17      |        | 3 سبتمبر 2012  | 5 مايو 2014    | عبد اللطيف بابا أحمد (1951- ) (السن عند تولي المنصب: 61 سنةً)     | حكومة سلال الأولى حكومة سلال الثانية |
| 18      |        | 5 ماي 2014     | 1 أفريل 2019   | نورية بن غبريط رمعون (1952- ) (السن عند تولي المنصب: 62 سنةً)     | حكومة سلال الثالثة حكومة سلال الرابعة حكومة تبون حكومة أويحيى العاشرة |
| 19      |        | 31 مارس 2019   | 2 جانفي 2020   | عبد الحكيم بلعابد (1964- ) (السن عند تولي المنصب: 55 سنةً)        | حكومة بدوي |
| 20      |        | 2 يناير 2020   | 8 جويلية 2021  | محمد واجعوط (1958- ) (السن عند تولي المنصب: 62 سنةً)              | حكومة جراد |
| 21      |        | 8 جويلية 2021  | 31 اكتوبر 2024 | عبد الحكيم بلعابد (1964- ) (السن عند تولي المنصب: 57 سنةً)        | نذير العرباوي |
| 22      |        | 1 نوفمير 2024  | يشغل المنصب    | محمد صغبر سعداوي (1974-) (السن عند تولي المنصب : (50 سنة )       | نذير العرباوي |

احصائيات
- 22 وزيرا للتربية الوطنية منذ الاستقلال
- أصغر وزير عند توليه المنصب عبد الرحمن بن حميدة 31 سنة
- أكبر وزير عند توليه المنصب نورية بن غبريط رمعون ومحمد واجعوط 62 سنة
- أطول مدة في المنصب (14 سنة و3 أشهرً و6 يومًا) للوزير السابق أبو بكر بن بوزيد